# Hockey Nouvelle-Écosse
Pour les articles homonymes, voir Nova Scotia (homonymie).
Hockey Nouvelle-Écosse (anglais : Hockey Nova Scotia) est l'organisme dirigeant du hockey sur glace amateur en Nouvelle-Écosse (Canada).  Hockey Nouvelle-Écosse est une des branches de l'organisme général du Canada : Hockey Canada.
L'organisme date de 1974 et fut nommé à la l'origine Nova Scotia Hockey Association (Association de hockey de la Nouvelle-Écosse).

## Ligues
- Ligue maritime de hockey junior A (Tier II Junior "A")
- Ligue de hockey junior de Nouvelle-Écosse (Junior "B")
- Ligue de hockey junior C de Nouvelle-Écosse (Junior "C")
- Fédération centrale de hockey mineur
- Ligue de hockey majeur de Midget de Nouvelle-Écosse
- Ligue de hockey féminine de Nouvelle-Écosse (ligue féminine)
- Ligue de masculine de l'ouest de Colchester (ligue sénior)